# Segatex
segatexは、ソフトウェアの名称であり、SELinuxの設定をGUIで行うためのツールを指す。
SELinux のツールの一つで、サードパーティーのツールとして、Tresysのページでも認められている。開発中であり、完成したプログラムではないため、新機能が常時追加されている。sourceforgeおよびSourceForge.JPにサイトを持っている。最新バージョンがFedoraの最新版に合致している。